# Nykarleby
Nykarleby (in finlandese Uusikaarlepyy) è una città finlandese di 7434 abitanti, situata nella regione dell'Ostrobotnia. 

## Società

### Lingue e dialetti
Le lingue ufficiali di Nykarleby sono lo svedese ed il finlandese, e 4,8% parlano altre lingue.
| %     | Ripartizione linguistica (gruppi principali) |
| ----- | -------------------------------------------- |
| 87,6% | madrelingua svedese                          |
| 7,6%  | madrelingua finlandese                       |